# Age of Silence
Age of Silence är ett norskt avantgarde/progressivt metal-band från Oslo som bildades 2004.

## Medlemmar
Nuvarande medlemmar
- Hellhammer (Jan Axel Blomberg) – trummor (2004– )
- Lazare (Lars Are Nedland) – sång (2004– )
- Andy Winter – keyboard (2004– )
- BP M. Kirkevaag – gitarr (2014– )

Tidigare medlemmar
- Kobbergaard (Helge K. Haugen) – gitarr (2004–2010)
- Extant (Joacim Solheim) – gitarr (2004–2010)
- Eikind (Lars Erik Stang Sætheren) – basgitarr, bakgrundssång,  growl (2004–2014)

## Diskografi
Studioalbum
- 2004 – Acceleration (CD/LP)[3]

EP
- 2005 – Complications – Trilogy of Intricacy (CD)

Samlingsalbum (div. artister)
- 2004 – 2004 Fall Sampler
- 2005 – The End of Music As We Know It (Vol. 1 - Q.1)
- 2005 – The End of Music as We Know It: Sampler Vol. II, 2005